# Ernst Kreowski
Ernst Franz Kreowski (* 12. Juni 1859 in Rossitten, Kreis Preußisch Holland; † 13. Januar 1920 in Britz) war ein deutscher Journalist und Arbeiterschriftsteller. Sein Pseudonym war Ernst Werder.

## Leben
Ernst Kreowski war der Sohn des Gartenbauingenieurs und Gärtnereibesitzers Ernst Kreowski und der Henriette, geb. Kuhn. 1874 wurde er beim Post- und Telegrafenamt eingestellt, quittierte aber den Dienst nach kurzer Zeit. 1879 war er Lehrer in Ostpreußen. Von 1886 bis 1897 lebte er in München, zuerst als Musiklehrer, dann als Journalist. 1893 trat er der SPD bei. Von 1898 bis 1902 lebte und arbeitete er in Stuttgart. Danach in Berlin mit einer Unterbrechung von 1904 bis 1905, als er das Feuilleton der Zeitung der SPD Die Volksstimme – Chemnitz – leitete. Seine letzte Wohnadresse war in Berlin-Friedenau. Er starb 1920 im Kreiskrankenhaus Britz.
Kreowski war Mitarbeiter des Süddeutschen Postillon 1893–1902 und der Münchener Post 1894–1896. Redakteur der Zeitschrift Vom Fels zum Meer und der Zeitschrift Die Gartenlaube 1898–1901. Er lieferte Beiträge für das sozialdemokratische Satireblatt Der Wahre Jacob. Ab 1902 lieferte er Beiträge für den Vorwärts. Er verfasste zahlreiche Rezensionen u. a. für die Stuttgarter Neue Zeit. Seine Gedichtbände Schlagende Wetter, Von goldener Spindel, Rotfeuer und Auf der Barrikade erschienen nur in kleiner Auflage. Erfolgreich war sein mit Eduard Fuchs verfasstes Werk Richard Wagner in der Karikatur. 1914 veröffentlichte Konrad Beißwanger einige seiner Gedichte in der Anthologie Stimmen der Freiheit. Blüthenlese der hervorragendsten Schöpfungen unserer Arbeiter- und Volksdichter.
Ernst Kreowski war mit Elfriede Jaehnigen seit dem 12. Oktober 1904 verheiratet.

## Veröffentlichungen
- Englische Weihnachtsbräuche. Schwerttänzer Sang und Zwischenspiel. In: Neue Musik-Zeitung. Leipzig 1887, Heft 6, S. 107–109.
- Schlagende Wetter. Soziale Gedichte. Handels-Druckerei, Bamberg 1898.[10] Titelblatt und Inhaltsverzeichnis (PDF)
- Von goldener Spindel. Lyrisch-epische Dichtungen. Pierson, Dresden & Leipzig 1900.
- Vom „Blitz des Pinsels“. Kunstplauderei. In: Die Kunst für alle. Hrsg. von Friedrich Pecht. 15. Jg. 1899–1900.
  - Heft 21. 1. August 1900, S. 496–500. Digitalisat (PDF)
  - Heft 22. 15. August 1900, S. 510–517. Digitalisat
- Ein armes Hascherl.In: Der wahre Jakob. Illustrierte Zeitschrift für Satire, Humor und Unterhaltung. Nr. 371 (9. Oktober 1900) Digitalisat
- Neues von Maxim Gorki. Eine Betrachtung. In: Die Neue Zeit. Wochenschrift der deutschen Sozialdemokratie. 20. 1901–1902, 2. Band, 1902, Heft 6=32, S. 185–187. fes.de
- Schlafwandlernächte an wachen Tagen. Gedicht in freien Versen von August Strindberg. Frankfurt a. M. 1902, Literarische Anstalt Rütten & Loening. In: Die Neue Zeit. Wochenschrift der deutschen Sozialdemokratie. 20. 1901–1902, 2. Band, 1902, Heft 10=36, S. 317–318. fes.de
- Majestät, ein Königsroman von Michael Georg Conrad. Berlin 1902, Verlag von Otto Janke. In: Die Neue Zeit. Wochenschrift der deutschen Sozialdemokratie. 20. 1901–1902, 2. Band, 1902, Heft 26=52, S. 830–832. fes.de
- Julius Zeitler, Taten und Worte. Ein Stück Literaturpsychologie. Leipzig 1903, Herm. Seemann Nachf. In: Die Neue Zeit. Wochenschrift der deutschen Sozialdemokratie. 21. 1902–1903, 1. Band, 1903, Heft 23, S. 736. fes.de
- Das neueste Jahrbuch des „Wissenschaftlich-humanitären Komitees“ zu Berlin. In: Die Neue Zeit. Wochenschrift der deutschen Sozialdemokratie. 21. 1902–1903, 2. Band, 1903, Heft 51, S. 802–805. fes.de
- Aschermittwochs-Rhapsodie. In: Der wahre Jakob. Illustrierte Zeitschrift für Satire, Humor und Unterhaltung. Nr. 434 (10. März 1903) Digitalisat
- Johannes Wedde als Dichter. In: Die Neue Zeit. Wochenschrift der deutschen Sozialdemokratie. 22/1903–1904, 1. Band, 1904, Heft 24, S. 771–773. fes.de
- Moderne deutsche Lyrik, herausgegeben von Hans Benzmann. Leipzig, Philipp Reclams Universalbibliothek. In: Die Neue Zeit. Wochenschrift der deutschen Sozialdemokratie. 22/1903–1904, 2. Band, 1904, Heft 32, S. 191–192. fes.de
- Rotfeuer. Gedichte. Staackmann in Komm., Leipzig 1904.
- Ein „Tschandala“-Poet. (Ludwig Scharf). In: Die Neue Zeit. Wochenschrift der deutschen Sozialdemokratie. 23/1904–1905, 1. Band, 1905, Heft 26, S. 857–861. fes.de
- Urteil Theodor Fontanes über die Berliner Presse. (Mit einem Briefe).[11] In: Neue Bahnen. Wien 1905, S. 454–455.
- „Die Retter der Moral“ … Unter obigem Titel hat Ilse Frapan-Akunian, die bekannte Novellistin, ein Polizeidrama in drei Aufzügen geschrieben …. In: Die Neue Zeit. Wochenschrift der deutschen Sozialdemokratie. 24/1905–1906, 1. Band, 1906, Heft 5, S. 164–166. fes.de
- Franz Diederich, Die Hämmer dröhnen. Werdestimmen. Dresden, Verlag und Druck bei Kaden & Co. In: Die Neue Zeit. Wochenschrift der deutschen Sozialdemokratie. 24/1905–1906, 1. Band, 1906, Heft 24, S. 799–800. fes.de
- Heinz Jahn, Skizzen und Gedichte. Vegesack, Selbstverlag. 1 Mark. In: Die Neue Zeit. Wochenschrift der deutschen Sozialdemokratie. 24.1905–1906, 2. Band, 1906, Heft 44, S. 616. fes.de
- Ernst Kreowski, Eduard Fuchs (Hrsg.): Richard Wagner in der Karikatur. B. Behr’s Verlag, Berlin 1907; Textarchiv – Internet Archive.[12]
- Ideale und Wirklichkeit in der russischen Literatur. In: Die Neue Zeit. Wochenschrift der deutschen Sozialdemokratie. 25.1906–1907, 1. Band, 1907, Heft 10, S. 333–337. fes.de
- Robert Schweichel. Ein Volksmann und Dichter. In: Der Wahre Jacob. Nr. 543 vom 14. Mai 1907, S. 5401–5403 Digitalisat
- Robert Schweichel im Schweizerischen Exil. In: Die Neue Welt, 1908, Nr. 27.
- Eduard Fuchs, Kreowski Ernst: Die Straße. Vom Urwald bis zur Eisenbahn. Verlag Neues Leben Wilh. Borngräber, Berlin 1910.
  - Eduard Fuchs, Kreowski Ernst: Die Straße. Vom Urwald bis zur Eisenbahn. Verlag Neues Leben Wilh. Borngräber, Berlin 1911.
  - Eduard Fuchs, Kreowski Ernst: Kulturleben der Straße. Vom Anfang bis zur großen Revolution. J. Singer & Co., Berlin 1912. Titelblatt und Inhaltsverzeichnis (PDF)
- Auf der Barrikade. Eberhard Frowein, Berlin 1911. Titelblatt und Inhaltsverzeichnis (PDF)
- Zum hundertsten Sterbetage Heinrich von Kleists. In: Vorwärts, Berlin vom 21. November 1911.
- Von unten auf. In: Von unten auf. Ein neues Buch der Freiheit. Gesammelt und gestaltet von Franz Diederich. 2. Band..Verlag der Buchhandlung Vorwärts, Berlin 1911.
- Eduard Fuchs, Kreowski Ernst: Kulturleben der Straße. Vom Anfang bis zur großen Revolution. J. Singer & Co., Berlin 1912. Titelblatt und Inhaltsverzeichnis (PDF)
- Franz Held (Hrsg.): Ausgewählte Werke. Mit einem Vorwort und einer literarischen Charakteristik. Verlag Eberhard Frowein, Berlin 1912.[13]
- Über Martin Greif. In: März. Eine Wochenschrift. 7. Jg., Albert Langen, München 1912, S. 315 ff.
- Zur neuesten Wagnerliteratur. In: Die Neue Zeit. Wochenschrift der deutschen Sozialdemokratie. 31/1912–1913, 2. Band, 1913, Heft 64, S. 467–470. fes.de
- Zukunfts-Verheissung. In: Die Vorkämpferin. 8/5 (1913).